# Juan Javier Flores Arcas
Juan Javier Flores Arcas (Linares, Província de Jaén, 7 de març de 1951) és un religiós espanyol.
Juan Javier Flores Arcas és monjo benedictí de l'Abadia de Santo Domingo de Silos, a Burgos, on va professar el 1978, i el 1981 realitzà la professió solemne, sent ordenant com a prevere el 1983. Llicenciat en Filologia hispànica per la Universitat Complutense de Madrid el 1973, i doctor en Sagrada Litúrgia pel Pontifici Institut Litúrgic Sant Anselm (PIL) de Roma, el 1995, del qual va ser el seu president durant vuit anys, entre el 2000 i el 2008, i rector del 2009 al 2017. Exerceix de professor ordinari del PIL, i és membre del consell rector de la universitat, a més de consultor de la Congregació pel Culte Diví i la Disciplina dels Sagraments i membre del Sínode de Bisbes i del Comitè Pontifici per als Congressos Eucarístics Internacionals. Ha participat com a expert en els Sínodes sobre l’Eucaristia, Paraula de Déu i Nova Evangelització. També va ser assessor del secretariat de la Comissió Episcopal de Litúrgia de la Conferència Episcopal Espanyola fins que va ser traslladat a Roma.
Ha participat com a expert als Sínodes sobre l'Eucaristia i la Paraula de Déu. Ha publicat diversos llibres com Las horas diurnas del “Liber Horarum” de Silos. Introducción i edición crítica (Stúdia Silensia XXI), Rituale Romanum. Editio princeps (1614) a la Llibrería Editora Vaticana i, a la col·lecció "Biblioteca Litúrgica" del CPL: Introducción a la teología litúrgica, Los sacramentales. Bendiciones, exorcismo y dedicación de las iglesias, y La evolución del concepto de sacramento a través de los siglos, La belleza de la liturgia. Contemplar la hermosura de Dios.
El gener de 2020 el Centre de Pastoral Litúrgica de Barcelona (CPL) li atorgà el 'VIè Memorial Pere Tena de Pastoral Litúrgica', per defensar i divulgar la reforma litúrgica a l'església catòlica del Concili Vaticà II. Membre del Consell de la revista Phase del Centre de Pastoral Litúrgica, revista vinculada a l'Institut Superior de Litúrgia de Barcelona.
L'agost de 2022 fou escollit president de la junta directiva de l'Associació Espanyola de Professors de Litúrgia (AEPL) a l'assemblea extraordinària celebrada a Salamanca.

## Publicacions[6]
- La belleza de la liturgia: Contemplar la hermosura de Dios (2019)
- La evolución del concepto de sacramento a través de los siglos: una visión de la sacramentalidad de la Iglesia (2016)
- Los sacramentales: bendiciones, exorcismos y dedicación de las iglesias (2010
- Una liturgia para el tercer milenio (1999)
- Las fiestas del Señor (1994)
- Vía lucis (1993)
- Un nuevo viacrucis (1992)
- Traducir en la vida el misterio pascual: apuntes para una espiritualidad litúrgica (1992)